# Roger Rio
Roger Rio (Dunkerque, 13 febbraio 1913 – 23 aprile 1999) è stato un calciatore francese, di ruolo centrocampista.
Anche suo figlio Patrice Rio giocò nel Rouen e nella Nazionale francese.

## Palmarès

### Club

#### Competizioni nazionali
- Ligue 2: 1

Rouen: 1935-1936